# Mimudea contentalis
Mimudea contentalis là một loài bướm đêm trong họ Crambidae.